# Lijst van voetbalinterlands Bolivia - Costa Rica
Deze lijst van voetbalinterlands is een overzicht van alle officiële voetbalwedstrijden tussen de nationale teams van Bolivia en Costa Rica. De landen speelden tot op heden drie keer tegen elkaar. De eerste ontmoeting, een groepswedstrijd tijdens de Copa América 2001, werd gespeeld in Medellín (Colombia) op 19 juli 2001. Het laatste duel, een vriendschappelijke wedstrijd, vond plaats op 14 november 2012 in Santa Cruz de la Sierra.

## Wedstrijden
| № | Plaats                  | Datum            | Competitie        | Wedstrijd            | Uitslag |
| - | ----------------------- | ---------------- | ----------------- | -------------------- | ------- |
| 1 | Medellín                | 19 juli 2001     | Copa América 2001 | Bolivia – Costa Rica | 0 – 4   |
| 2 | San Salvador de Jujuy   | 7 juli 2011      | Copa América 2011 | Bolivia – Costa Rica | 0 – 2   |
| 3 | Santa Cruz de la Sierra | 14 november 2012 | Vriendschappelijk | Bolivia − Costa Rica | 1 − 1   |

## Samenvatting
| Competitie        | Totaal gespeeld | Winst Bolivia | Gelijk | Winst Costa Rica | Doelsaldo Bolivia – Costa Rica |
| ----------------- | --------------- | ------------- | ------ | ---------------- | ------------------------------ |
| Copa América      | 2               | 0             | 0      | 2                | 0 − 6                          |
| Vriendschappelijk | 1               | 0             | 1      | 0                | 1 − 1                          |
| Totaal            | 3               | 0             | 1      | 2                | 1 − 7                          |

Wedstrijden bepaald door strafschoppen worden, in lijn met de FIFA, als een gelijkspel gerekend.

## Details

### Eerste ontmoeting
| Copa América 2001 (Medellín, Colombia, 19 juli 2001): |              | |
| Bolivia | 0 – 4        | Costa Rica |
| | goals        | 45' Paulo Wanchope 63' Steven Bryce 71' Paulo Wanchope 84' Rolando Fonseca |
| Carlos Aragonés | bondscoach   | Alexandre Guimarães |
| Carlos Arias Luis Gatty Ribeiro Ronald Raldés Eduardo Jiguchi Marcelo Carballo Percy Colque 46' Raúl Justiniano Julio César Baldivieso Roger Suárez Limberg Gutiérrez Joaquín Botero | opstellingen | Ricardo González Jervis Drummond Robert Arias Luis Antonio Marín Austin Berry Walter Centeno Harold Wallace Rodrigo Cordero 61' Ronald Gómez Rolando Fonseca 72' Paulo Wanchope |
| Lorgio Álvarez 46' | wissels      | 61' Steven Bryce 72' Mauricio Solís |
| Raúl Justiniano 25' Eduardo Jiguchi 38' Roger Suárez 85' | gele kaarten | 9' Rodrigo Cordero |

### Tweede ontmoeting
| Copa América 2011 (San Salvador de Jujuy, Argentinië, 7 juli 2011): |              | |
| Bolivia | 0 – 2        | Costa Rica |
| | goals        | 60' Josué Martínez 78' Joel Campbell |
| Gustavo Quinteros | bondscoach   | Ricardo La Volpe |
| Carlos Erwin Arias Luis Gutiérrez Lorgio Álvarez Ronald Rivero Ronald Raldes Walter Flores Jaime Robles 66' Jhasmani Campos 78' Edvaldo Bolívia Marcelo Moreno Juan Arce | opstellingen | Leonel Moreira Francisco Calvo Johnny Acosta José Salvatierra 82' Heiner Mora 46' Diego Madrigal Óscar Duarte Pedro Leal David Guzmán Joel Campbell 80' Josué Martínez |
| José Chávez 66' Ronald García 78' | wissels      | 46' Allen Guevara 80' César Elizondo 82' José Cubero |
| Lorgio Álvarez 35' Marcelo Moreno 58' Jhasmani Campos 75' Luis Gutiérrez 87'                                                                                             | gele kaarten | 30' David Guzmán 48' Óscar Duarte 83' José Salvatierra |
| Ronald Rivero 69' Walter Flores 77' | rode kaarten | |
| - Invaller Allen Guevara mist namens Costa Rica een strafschop in de 72ste minuut.                                                                                       |              | |

### Derde ontmoeting
| Vriendschappelijk (Santa Cruz de la Sierra, Bolivia, 14 november 2012):                                                                                           |              | |
| Bolivia | 1 – 1        | Costa Rica |
| Carlos Saucedo 90' | goals        | 73' Joel Campbell |
| Xabier Azkargorta | bondscoach   | Jorge Luis Pinto |
| Sergio Galarza Edward Zenteno Gabriel Valverde Ronald Raldés Luis Gutiérrez Diego Bejarano Alejandro Chumacero Rudy Cardozo Carlos Saucedo Pedro Azogue Juan Arce | opstellingen | Patrick Pemberton 76' Bryan Oviedo 60' Cristian Gamboa Michael Umaña Giancarlo González 65' Allen Guevara José Cubero 84' Michael Barrantes 51' Cristian Lagos Joel Campbell Jairo Arrieta |
| | wissels      | 51' Jonathan McDonald 60' José Salvatierra 65' Néstor Monge 76' Roy Miller 84' Keylor Soto                                                                                                 |
| | gele kaarten | 64' Michael Barrantes |
| - Debuut van Cristian Lagos voor Costa Rica. |              | |